# Estació d'Elda-Petrer
Elda-Petrer és una estació ferroviària situada a la ciutat valenciana d'Elda i dona servei a una conurbació que forma amb Petrer, a la comarca del Vinalopó Mitjà. Disposa de serveis de llarga i mitjana distància.

## Situació ferroviària
L'estació es troba al punt quilomètric 413,9 de la línia fèrria d'ample ibèric La Encina-Alacant a 411,73 metres d'altitud, entre les estacions de Saix i de Monòver. El tram és de via única i està electrificat.

## Història
Els antecedents de l'arribada del ferrocarril a Elda se situen en els desitjos de connectar Madrid amb Alacant prenent com a punt de partida la línia Madrid-Aranjuez i la seua prolongació fins a Albacete via Alcázar de San Juan per part de la Companyia del Camí de Ferro de Madrid a Aranjuez que tenia José de Salamanca com el seu principal impulsor. L'1 de juliol de 1856, José de Salamanca, que s'havia unit amb la família Rothschild i amb la companyia du Chemin de Fer du Grand Central van obtindre la concessió de la línia Madrid-Saragossa que, unida a la concessió entre Madrid i Alacant, donaria lloc al naixement de la Companyia dels Ferrocarrils de Madrid a Saragossa i Alacant o MSA. Aquesta última va ser l'encarregada d'inaugurar l'estació el 26 de maig de 1858 amb l'obertura del tram Almansa-Alacant. El viatge inaugural va ser presidit per Isabel II. Malgrat això, segons consta en els documents oficials de la companyia i en les memòries de les obres públiques, la posada efectiva en servei es va realitzar un poc abans, el 15 de març de 1858. Inicialment l'estació es anomenada simplement Elda. En 1941, la nacionalització de ferrocarril a Espanya va suposar la integració de MSA en l'acabada de crear RENFE.
Des del 31 de desembre de 2004, Renfe Operadora explota la línia, mentre que Adif és la titular de les instal·lacions ferroviàries.
Al juliol de 2010, es van completar en el recinte diverses obres de millora de les instal·lacions. Es van afegir ascensors que connecten cadascuna de les andanes, marquesines, es va reformar el pas subterrani i es va dotar a l'estació d'un nou sistema de megafonia.
El 18 de juny de 2013, amb motiu de la posada en marxa del tram Albacete-Alacant d'Alta Velocitat, va deixar de prestar servei l'Alvia Madrid-Alacant. Per primera vegada en la seua història, l'estació d'Elda-Petrer deixava d'estar connectada d'una manera directa a la capital espanyola via ferrocarril.
Des de diverses instàncies, tant polítiques com ciutadanes, s'ha demanat la creació d'una línia de rodalies que connecte les ciutats d'Elda, Petrer i Villena amb la capital de l'Alacantí.

## L'estació
Se situa a l'oest del nucli urbà. L'edifici per a viatgers és una àmplia estructura de base rectangular de dues plantes i disposició lateral a les vies. Mostra un disseny clàssic i funcional, els principals elements decoratius del qual són uns frontons triangulars a la part superior de portes i finestres. Una marquesina de ferro colat cobreix una bona part de l'andana lateral.
Així mateix, compta amb cafeteria, lavabos i aparcament. A més, el recinte està adaptat a les persones amb discapacitat.

## Serveis ferroviaris

### Llarga distància
Des del 18 de juny de 2013, amb l'obertura de la nova estació d'alta velocitat de Villena, els trens Alvia que efectuaven parada en aquesta estació ho fan ara en la nova d'alta velocitat. A causa d'això, ara els trens de Llarga Distància que es detenen a l'estació, només enllacen Elda amb Múrcia i amb Barcelona gràcies a diversos trens Talgo que, fins i tot, en alguns casos arriben a França.

### Mitjana distància
Els amplis serveis de Mitjana Distància de Renfe tenen com a principals destinacions les ciutats de Jaén, Ciudad Real, Albacete, Alacant, València, Cartagena i Múrcia.
| Línia MD | Trens                                 | Origen/Destinació                  |  | Destinació/Origen                            |
| -------- | ------------------------------------- | ---------------------------------- |  | -------------------------------------------- |
| 44       | MD Regional Intercity Regional Exprés | Saragossa-Delicias / València-Nord |  | Múrcia del Carmen Cartagena Alacant-Terminal |
| 45       | MD                                    | Ciudad Real                        |  | Alacant-Terminal                             |
| 61       | Intercity                             | Alacant-Terminal                   |  | Jaén                                         |